# Mario Party 6
 (juin 2019).
Si vous disposez d'ouvrages ou d'articles de référence ou si vous connaissez des sites web de qualité traitant du thème abordé ici, merci de compléter l'article en donnant les références utiles à sa vérifiabilité et en les liant à la section « Notes et références ».
Mario Party 6 (マリオパーティ 6, Mario Pāti Shikkusu) est un jeu vidéo de type party game. Il appartient à la série des Mario Party et permet de jouer à 4 joueurs sur une série de plateaux, soit en solo, soit par équipe de deux. Le jeu comprend aussi des mini-jeux. Il suit Mario Party 5 et précède Mario Party 7.

## Univers

### Histoire
Célestin, l'astre solaire, et Séléna, l'astre lunaire, personnes de la Sournoise Lunaire, sont fâchés. Mario décide alors d'organiser une fête afin de récupérer des étoiles et de reconstituer un livre pour les réconcilier. Célestin et Séléna sont réconciliés quand soudain ils découvrent Kamek et Bowser aux commandes. Célestin, Séléna et Mario doivent tout faire pour les vaincre.

### Personnages
Le jeu met à disposition onze personnages, dont dix sont tirés de l'épisode précédent et un nouveau à débloquer : Mario, Luigi, Peach, Daisy, Yoshi, Wario, Waluigi, Toad, Boo, Mini Bowser et Toadette. Cette dernière fait son apparition pour la première fois dans la série.

### Plateaux
Le titre propose six plateaux, dont un à débloquer :
- Arbre à Malice : Plateau classique où une étoile coûte 20 pièces.
- Hangar K. Tastroff : Plateau fonctionnant comme l'Arbre à Malice.
- Quartier Fortuno : Ici, vous pouvez acheter 5 étoiles d'affilée. Le jour, une étoile vaut 20 pièces. La nuit, une étoile vaut de 5 à 40 pièces.
- Lac Flocon : Tout le monde a 5 étoiles et le but est d'en voler à ses adversaires en utilisant les Chomps.
- Baie Perdition : Il y a 2 bateaux ; l'un où se trouve DK qui donnera l'étoile au joueur contre 20 pièces et l'autre où se trouve Bowser qui vole au joueur une étoile ou des pièces.
- Château Rouages : Le jour, DK se déplace sur le plateau et il faut le trouver pour avoir l'étoile. La nuit, DK est remplacé par Bowser donnera l'étoile Z (comme dans la Baie Perdition). De plus, le sens du plateau change selon le jour et la nuit.

## Système de jeu

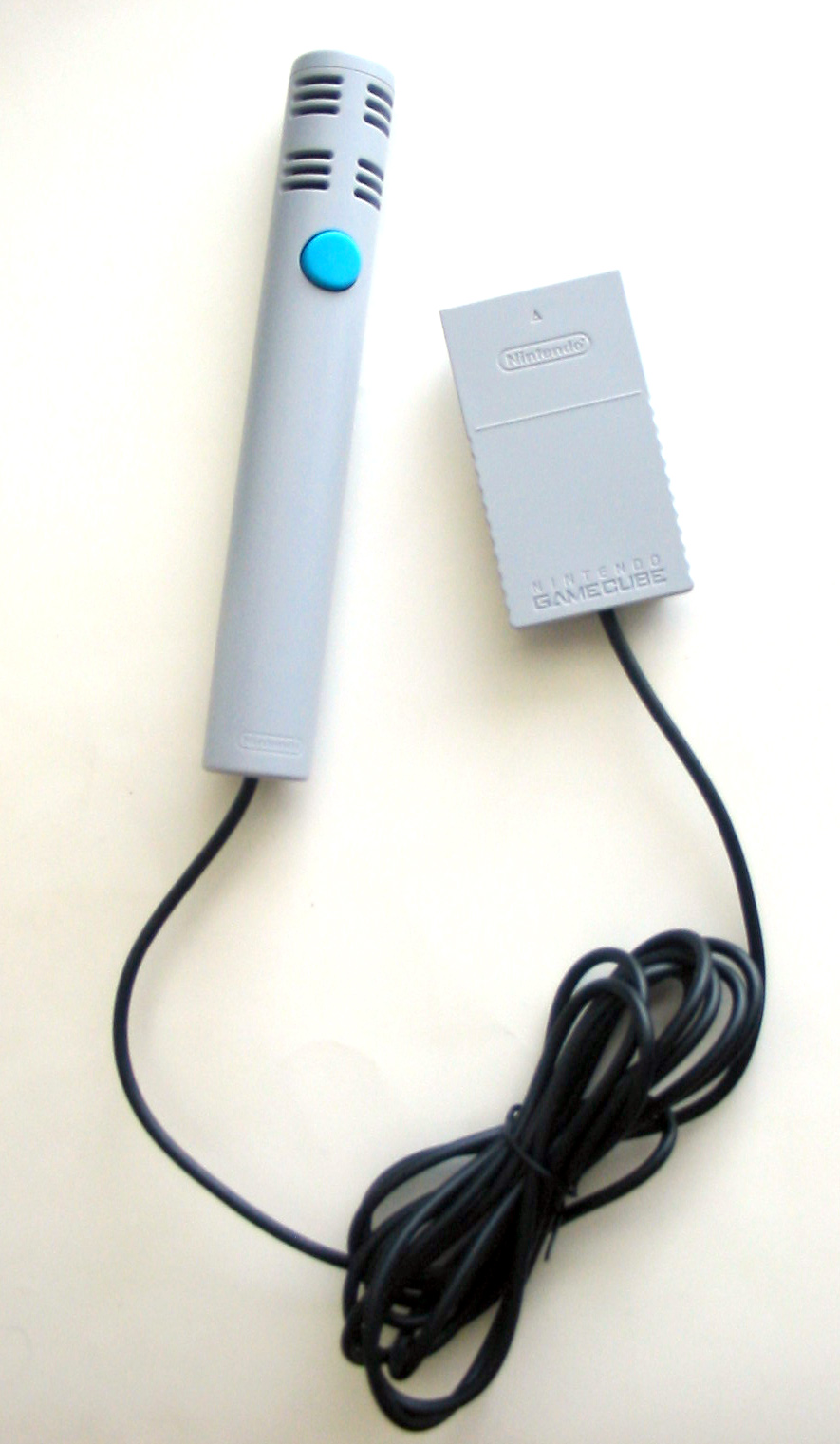
Microphone utilisé pour certains mini-jeux.

### Généralités
Une partie se déroule ainsi :
- Chaque participant joue dans un ordre déterminé par un bloc dé que l'on frappe et frappe le dé à son tour.
- Avant de frapper le dé, il est possible d'utiliser une capsule. Il en existe 4 différentes : les capsules vertes et bleues (plus rares) sont à utiliser sur soi-même, les jaunes et les rouges sur des cases.
- Lorsque chacun a fini son tour, un mini-jeu a lieu. Il dépend sur les types de cases sur lesquelles les joueurs se sont arrêtés.
- Dès qu'il reste 5 tours, Célestin ou Séléna fait le point sur le classement et une nouvelle règle est ajoutée. De plus, désormais, 2 joueurs arrêtés sur une même case feront un duel.
- Quand tous les tours sont terminés, les 2 hôtes font le point sur le nombre d'étoiles et de pièces accumulées. 3 étoiles bonus sont délivrées : l'étoile mini-jeux qui récompense le joueur ayant gagné le plus de pièces aux mini-jeux, l'étoile capsule celui ayant utilisé le plus de capsules et l'étoile hasard est remise à celui qui s'est arrêté sur le plus de cases "?".
- Enfin, le vainqueur est annoncé. Toutes les étoiles gagnées sont stockées dans la Banque Étoile.

### Modes de jeu
Le Mode Fête permet de jouer, seul contre quatre ou deux contre deux, sur un plateau. Le but est de récolter le plus d'étoiles possible. La nouveauté de ce mode est le cycle jour/nuit, modifiant le jeu : l'étoile peut changer de prix et des passages peuvent être modifiés.
Le Mode Micro permet de jouer à des mini jeux ou de participer à un test de rapidité, d'attention ou de connaissances dans l'univers Mario.
Le Mode Mini-Jeu permet de jouer aux mini-jeux débloqués dans le Mode Fête ou dans le Mode Solo.
Le Mode Solo est constitué de 3 plateaux linéaires (en ligne droite). Le but est d'éviter de tomber du plateau en s'arrêtant sur la toute dernière case. Il permet aussi de débloquer des mini-jeux rares.